# Òpera ballet
Una òpera ballet (originalment en francés, opéra-ballet) és un tipus d'espectacle dramàtic que combina el cant i la dansa, anterior al ballet. Va sorgir a l'Òpera de París (Acadèmia Reial de Música) com a fruit de la passió existent a França, i sobretot a la capital, pel gènere coreogràfic. Hereu del ballet de la Cort, l'òpera ballet és diferent de la tragédie lyrique perquè minimitza l'acció a favor de la dansa.
Fou conreada especialment per Jean-Baptiste Lully, encara que el primer que creà una òpera ballet fou el compositor provençal André Campra amb L'Europe galante (1697), obra que, pel fet d'ésser estrenada a l'Òpera de París, adquirí caràcter normatiu i establí el model que fou seguit després pel mateix Campra (Les Fêtes vénitiennes, 1710) i per molts altres compositors francesos, entre els quals es distingí Jean-Philippe Rameau, amb títols com Les Fêtes d'Hébé, Les Fêtes de Polymnie, Le Temple de la Gloire, Les fêtes de l'Hymen et de l'Amour, Les Surprises de l'Amour, i el més conegut: Les Indes galantes (1735).
En aquest tipus d'espectacle, l'argument era poc elaborat, de tipus amorós i sovint desenvolupat a països exòtics o bé amb herois mitològics. Solia ser el pretext per al desenvolupament de l'acció coreogràfica o un fil conductor d'escassa entitat dramàtica de la successió dels diferents números ballats o cantats. Encara que després del segle xviii el gènere gairebé desaparegué, ocasionalment se n'ha escrit alguna obra més, sobretot a França.